# Nulpunt (functietheorie)
Een nulpunt in de complexe functietheorie is een nulpunt van een holomorfe functie {\displaystyle f}, dus gedefinieerd in het complexe vlak {\displaystyle \mathbb {C} }. Het is een complex getal {\displaystyle a}, zodanig dat {\displaystyle f(a)=0}. De complexe functietheorie is een deelgebied van de wiskunde.
Een complex getal {\displaystyle a} heet een enkelvoudig nulpunt of een nulpunt van multipliciteit 1 van {\displaystyle f}, als {\displaystyle f} geschreven kan worden als
{\displaystyle f(z)=(z-a)g(z)}
waarin {\displaystyle g} een holomorfe functie is, zodanig dat {\displaystyle g(a)\neq 0}.
In het algemeen is de multipliciteit van het nulpunt {\displaystyle a} van {\displaystyle f} het positieve geheel getal {\displaystyle n}, waarvoor er een holomorfe functie {\displaystyle g} bestaat, zodanig dat
{\displaystyle f(z)=(z-a)^{n}g(z){\mbox{ en }}g(a)\neq 0}
De multipliciteit van een nulpunt {\displaystyle a} staat ook bekend als de verdwijnende orde van de functie op {\displaystyle a}. 
De hoofdstelling van de algebra zegt dat als {\displaystyle f} een niet-constante polynoom is, er minimaal één nulpunt is. 